# بروخوایلر-برنباخ
بروخوایلر-برنباخ (به آلمانی: Bruchweiler-Bärenbach) یک شهر در آلمان است که در زودوستپفالتس واقع شده‌است. بروخوایلر-برنباخ ۱٬۷۰۴ نفر جمعیت دارد.